# Tumidaj (powiat sieradzki)

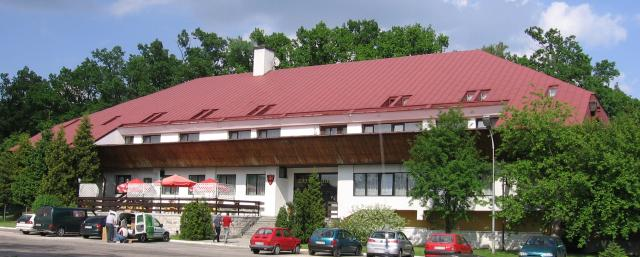
Współczesny zajazd

Tumidaj – wieś w Polsce, położona w województwie łódzkim, w powiecie sieradzkim, w gminie Brzeźnio. Położona jest na trasie Łódź – Wrocław, przy dawnej drodze krajowej nr 14 (obecnie droga wojewódzka nr 482) z Sieradza do Złoczewa, przy rozwidleniu tej drogi z drogą do pobliskiej wsi Brzeźnio. Znana z karczmy (dziś budynek jest przekształcony na mieszkalny), w której rzekomo spotykać się miał Napoleon z panią Walewską. Przed frontem domu zachowały się poręcze do wiązania koni. Obecnie w sąsiedztwie tej karczmy wybudowano współczesny kompleks hotelowo-gastronomiczny (50 miejsc noclegowych, ok. 100 gastronomicznych i ok. 80 parkingowych).

## Zabytki
Według rejestru zabytków Narodowego Instytutu Dziedzictwa na listę zabytków wpisany jest obiekt:
- karczma, drewniana, koniec XVIII/XIX w., nr rej.: 1001-XIII-80 z 3.01.1962